# Шелл національний фольклорний фестиваль

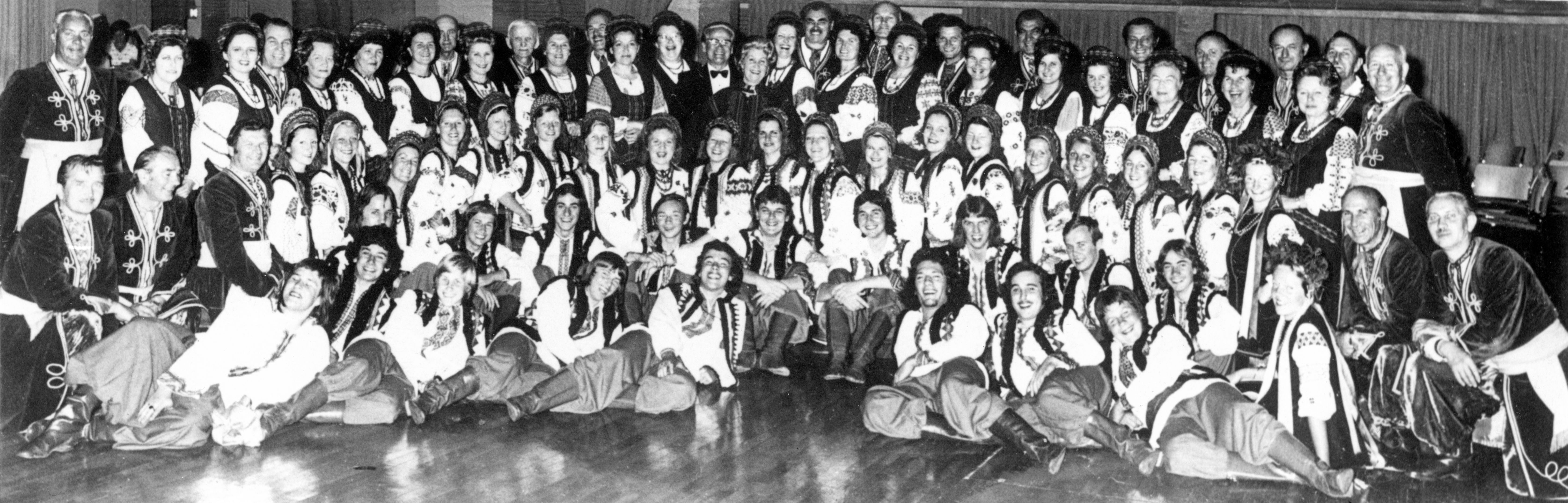
Хор «Боян» під керівництвом Василя Матіяша, і «Український Народний Балет» — мистецький керівник і хореограф — Наталя Тиравська. Фото: під час Шелл Національного фольклорного фестивалю в 1974 р. Сідней, Австралія.

Шелл національний фольклорний фестиваль (англ. Shell National Folkloric Festival) — щорічний етнічний фольклорний фестиваль який відбувався в Австралії. З підтримки компанії Shell і Фундації Сіднейської опери у вигляді гранту в розмірі $ 50 000, перший фестиваль був проведений в Концертному залі під час відкриття Сіднейської опери в 1973. Фестивалі були проведені в Сіднеї, але пізніше також були проведені в Мельбурні, Перті, Аделаїді, Дарвіні і Брисбені.
У 1975 тисячі виконавців, які представляли 30 етнічних груп, що проживають в Австралії, проводили народну музику, пісню і танець в Сіднейському опері, і в 1982 це зросло до 1400 виконавців, які представляли 48 різних етнічних груп.
Одним з перших директорів був Віктор Карелл, який разом зі своєю дружиною Бет Дін (Австралійська балерина і хореограф) прослуховували етнічних груп в Сіднеї, Аделаїді, Канберрі і Воллонґонзі для участі у фестивалю.
З 1979 по 1994 рік головним художнім режисер-постановником щорічного фестивалю був Гієрмо Кійс-Аренас.

## Творчі колективи
Між 1973–1975 виконавці представляли етнічні групи на фестивалі з Австрії, Вірменії, Болгарії, Хорватії, Греції, Угорщини, Ірландії, Ізраїлю, Латвії, Лівану, Литви, Польщі, Росії, Шотландії, Швеції та України, які проживають в Австралії.
Групи, які виступили на фестивалі:
- «Боян» український хор, диригент Василь Матіяш
- «Дайна» сіднейський латиський хор
- «Ґрандінел» литовський національний танцювальний колектив
- «Ансамбль бандуристів імені Гната Хоткевича», диригент Григорій Бажул, а потім Петро Деряжний
- «Ятрей Париж», латиська народна танцювальна група
- «Коледа» хорватський фольклорний ансамбль
- «Опленац» фольклорна танцювальна група (Югославія)
- «Сиренька» польський ансамбль
- «Пенджабі Банґра» група (Індія)
- «Спріґулітіс» латвійська група
- «Швейцарські йодлери»
- «Український Народній Балет», мистецький керівник і хореограф Наталя Тиравська
- «Вірмалісед» танцювальна група (Естонія)